# Municipio de Howard (condado de Washington)
El municipio de Howard (en inglés: Howard Township) es un municipio ubicado en el condado de Washington en el estado estadounidense de Indiana. En el año 2010 tenía una población de 1262 habitantes y una densidad poblacional de 13,49 personas por km².

## Geografía
El municipio de Howard se encuentra ubicado en las coordenadas 38°30′48″N 86°11′49″O / 38.51333, -86.19694. Según la Oficina del Censo de los Estados Unidos, el municipio tiene una superficie total de 93.57 km², de la cual 92,78 km² corresponden a tierra firme y (0,84 %) 0,79 km² es agua.

## Demografía
Según el censo de 2010, había 1262 personas residiendo en el municipio de Howard. La densidad de población era de 13,49 hab./km². De los 1262 habitantes, el municipio de Howard estaba compuesto por el 98,42 % blancos, el 0,24 % eran afroamericanos, el 0,32 % eran amerindios, el 0,08 % eran asiáticos, el 0,63 % eran de otras razas y el 0,32 % eran de una mezcla de razas. Del total de la población el 1,35 % eran hispanos o latinos de cualquier raza.